# Florence Pugh
Florence Rose Pugh (n. 3 ianuarie 1996, Oxford, Anglia, Regatul Unit) este o actriță engleză, nominalizată la premiul Oscar pentru rolul secundar din filmul Fiicele doctorului March (2019).

## Biografie
Pugh și-a făcut debutul pe marele ecran în 2014, cu un rol în drama The Falling. În 2016, Florence a jucat rolul principal în drama independentă Lady Macbeth pentru această interpretare primind premiul pentru cea mai bună actriță la gala British Independent Film Awards.
2019 a fost un punct de cotitură în cariera ei. Actrița a interpretat-o pe luptătoarea profesionistă Saraya Paige în filmul biografic din lumea sportului Fighting with My Family. Mai târziu a apărut în filmul Midsommar, care i-a adus o serie de nominalizări la premii. În același an, ea a primit Trophée Chopard la Festivalul de Film de la Cannes. La sfârșitul anului, a avut premiera filmului Fiicele Doctorului March, în care a interpretat rolul Amy March. Acest rol i-a adus nominalizări la Oscar și BAFTA.
În 2021, a jucat în filmul Black Widow și miniseria Disney+ Hawkeye, iar în 2023 în filmul Oppenheimer.